# Megasema adela
Megasema adela är en fjärilsart som beskrevs av John G. Franclemont 1980. Megasema adela ingår i släktet Megasema och familjen nattflyn. Inga underarter finns listade i Catalogue of Life.